# آرامية مسيحية فلسطينية

ابجدية ارامية

الآرامية الفلسطينية المسيحية (CPA) هي لهجة آرامية غربية استخدمتها الطائفة المسيحية الملكانية في فلسطين وشرق الأردن بين القرنين الخامس والثالث عشر. وهي محفوظة في نقوش ومخطوطات (في الفترة الأولى معظمها كان من الطرس و لحد أقل برديات) وتمائم. يتم تصنيف جميع اللهجات الآرامية الغربية في العصور الوسطى بحسب المجموعات الدينية. ترتبط الآرامية المسيحية الفلسطينية ارتباطًا وثيقًا بنظيراتها، الآرامية اليهودية الفلسطينية (JPA) والآرامية السامرية (SA). بالرغم من ذلك تظهر في هذه اللهجة مفردات محددة لا تتوازى في كثير من الأحيان في اللهجات الآرامية الغربية المجاورة.

## الاسم
لا يوجد مصدر يعطي هذه اللهجة اسمًا كلغة أو لغة مميزة وكل هذه الأسماء هي اختراعات علمية حديثة. تعكس الأسماء مثل «السريانية الفلسطينية» و «الآرامية السريانية الفلسطينية» حقيقة أن المتحدثين الفلسطينيين للآرامية غالبًا ما أشاروا إلى لغتهم على أنها سريانية واستخدموا أبجدية على أساس النص السرياني الشمالي Esṭrangēla . تشير إيجيريا، متجوّلة مسيحية من غرب أوروبا، في روايتها لحجها إلى فلسطين في نهاية القرن الرابع، إلى وجود لغة سريانية،  والتي ربما كانت هي الآرامية الفلسطينية المسيحية.
تم تقديم مصطلح syrica Hierosolymitana بواسطة ميخائيلس وهو اكاديمي ألماني استنادًا إلى ظهور الاسم العربي لاوراشليم-القدس، القدس ،  في بيانات النسخ من كتاب قراءات الإنجيل لعام 1030 م (اليوم VAT. سيدي 19). يقال أحيانًا أن مصطلح «السريانية القدسية» جاء ليشدد موقع المكان الذي تم العثور فيه على معظم النقوش الأولى،  على الرغم من أن معظمها يأتي اليوم من شرق الأردن.
تؤكد المصطلحات «الآرامية الفلسطينية المسيحية» و «الآرامية الملكانية» على الهوية المذهبية للمتحدثين والتميز عن أي نوع سوري اخر من الآرامية.

## تاريخ
يتم حفظ هذه اللهجة في النقوش والمخطوطات (معظمها طرس في الفترة المبكرة) والتمائم. يمكن تقسيم تاريخ كتابة CPA إلى ثلاث فترات: أوائل (القرنين الخامس - السابع / الثامن)، والوسطى (الثامن - التاسع) والمتأخر (العاشر - الثالث عشر). ظهر وجود فترة متوسطة في الآونة الأخيرة فقط.
فقط النقوش، المخطوطات المجزأة والطرس الغير واضحة بقيت من الفترة المبكرة. من بين النقوش، يمكن تأريخ واحد فقط بدقة. هذه الأجزاء هي من الكتاب المقدس ومن آباء الكنيسة. يرجع تاريخ أقدم مخطوطة كاملة (غير مجزأة) إلى عام 1030. جميع المخطوطات الكاملة هي ذات طبيعة طقسية.
بدأت الآرامية الفلسطينية المسيحية تتراجع وتنحصر كلغة منطوقة بسبب الاضطهاد والتعريب التدريجي بعد الفتوحات الإسلامية المبكرة. منذ القرن العاشر وما بعده، كانت بشكل أساسي لغة طقسية في الكنائس الملكية وقد أصبحت الطائفة الملكانية تتحدث اللغة العربية بشكل أساسي.
حتى كلغة مكتوبة، انقرضت الآرامية الفلسطينية المسيحية حوالي القرن الرابع عشر وتم تحديدها أو إعادة اكتشافها كمجموعة متنوعة مميزة من الآرامية في القرن التاسع عشر.

## البنية

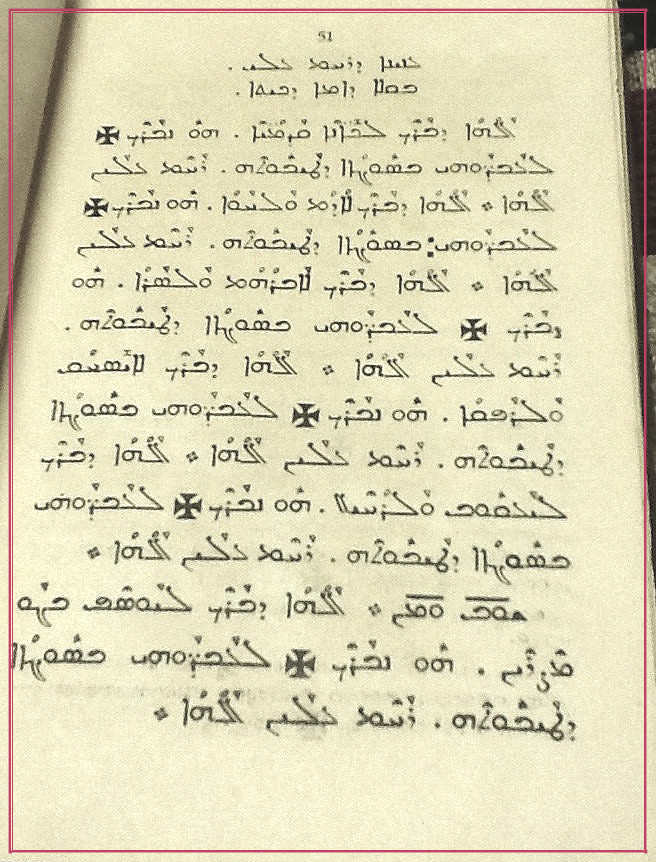
ارامية غربية

التركيبات الأصلية الوحيدة الباقية في الآرامية الفلسطينية المسيحية  هي نقوش في الفسيفساء والكهوف الصخرية (لافراس)،  تمائم فضية سحرية  وكتيب سحري قصير واحد. جميع مؤلفات المخطوطات الباقية الأخرى هي ترجمات لأصول يونانية.
يأتي العديد من الطرس من دير القديسة كاترين في سيناء (على سبيل المثال، مخطوطة Codex Climaci)،  ولكن بعضها أيضًا من مار سابا (على سبيل المثال، جزء من مخطوطة المخطوطة السينائية)،  جنيزة القاهرة   والجامع الأموي بدمشق. غالبًا ما ينقلون نصوصًا نادرة مفقودة في النقل اليوناني (على سبيل المثال Transitus Mariae ؛  استشهاد غير معروف حتى الآن لبطريكلوس القيصري، أحد أتباع بامفيلوس القيصري الأحد عشر؛  ومفقود quire of Codex Climaci Rescriptus )، أو يقدم قراءات قيمة للنقد النصي للسبعينية.
تم العثور على نقوش في فلسطين في عين السوينيت،  بالقرب من عبيد،  في أم الرص،  في كنيسة القديسة حنة في القدس،  في أفراس النهر في الجليل،  وفي خربة قسطرة قرب حيفا. في شرق الأردن، تم العثور على نقوش على جبل نيبو (عين موسى)، بالقرب من عمان (خيان المشرف)  وعلى حجارة قبور في خربة السمرة.
تشتمل المخطوطات على رسالة قصيرة على ورق بردى من خيبرت مرد  ولوح خشبي واحد على الأقل. أجزاء المخطوطة الرقّية هي كتابية (معظمها في شكل قراءات)، آباء الكنيسة، لاهوتية (على سبيل المثال، تعاليم كيرلس القدس وعظات ليوحنا ذهبي الفم)، وسيرة القديسين (معظمها حياة الشهداء) أو نصوص غير موثوقة (على سبيل المثال، ترانزيتوس ماريا). المخطوطة الوحيدة المؤرخة هي كتاب قراءات الإنجيل لعام 1030.

## سمات
يمكن تمييز الآرامية الفلسطينية المسيحية عن الآرامية الفلسطينية اليهودية والآرامية الفلسطينية السامرية من خلال عدم وجود تأثير مباشر من العبارات العبرية والكلمات العبرية الجديدة، حيث يتم الاحتفاظ بكلماتها المستعارة من العبرية من التعايش السابق بين العبرية والآرامية. كما أنها تتميز بوجود بناء جملة يوناني (عن طريق الاحتفاظ الجزئي في الترجمة). أيضًا، على عكس الاخيرتين، يتم توثيق الآرامية الفلسطينية المسيحية فقط في النصوص الاساسية (معظمها في طرس). لم يكن هناك نقل للمخطوطات بعد أن تم استخدام اللغة نفسها كلغة ليتورجية.
بالمقارنة مع نظرائها، فإن بنية الآرامية الفلسطينية المسيحية تمثل مثالًا أقدم وأكثر سلامة من الآرامية الغربية عندما كانت اللهجات لا تزال حية كلغات المنطوقة.

## هوامش
1. ↑  This itself was a correction of adquds by the editors سمعاني (توضيح).[6]
2. ↑  Today in the Taylor-Schechter Collection, University Library of Cambridge; Bodleian Library, Oxford; and Museum of Pennsylvania, Philadelphia